# Strange Days (álbum)
Strange Days es el segundo álbum de estudio de la banda de rock The Doors, lanzado por Elektra Records el 25 de septiembre de 1967. Sigue en la misma línea que el álbum de debut, es decir, música psicodélica de cierto carácter intelectual. Sus canciones más notables son "Strange Days", "Love Me Two Times", "People Are Strange" y "When the Music's Over". Esta última a menudo comparada con "The End" por su larga duración y con End of the Night por la forma en la que Jim canta "Turn off the light".
El álbum contiene "Moonlight Drive", que fue una de las primeras canciones escritas por Jim Morrison para The Doors. La canción fue originalmente grabada en 1965 (una demo), nuevamente en 1966 (pensada para el álbum debut), y finalmente la versión final en 1967, que fue lanzada en este álbum.
En este álbum también se incluye "Horse Latitudes", que es un poema que Jim Morrison escribió en su adolescencia.
En el año 2003 fue incluido como n.º 407 entre los 500 mejores álbumes de todos los tiempos por la revista Rolling Stone.
En Perception Box Set (2006), The Doors remasterizan toda su discografía. Cada álbum incluye algunos "Bonus tracks".

## Grabación
El segundo álbum de la banda se grabó durante los descansos de las giras de la banda, entre mayo y agosto de 1967 en Sunset Sound Recorders en Hollywood (el mismo estudio que su primer LP, The Doors). En contraste con las sesiones de 1966, el productor Paul A. Rothchild y el ingeniero Bruce Botnick emplearon una máquina de grabación de 8 pistas de última generación. Las sesiones prolongadas permitieron a la banda experimentar en el estudio y aumentar aún más su sonido de otro mundo con instrumentación inusual y manipulación sonora. Según Botnick, este enfoque se inspiró en que la banda obtuvo una copia anticipada del álbum de The Beatles Sgt. Pepper's Lonely Hearts Club Band y quedaron "absolutamente impresionados" ante lo que escucharon y estaban decididos a seguir "nuevas técnicas de grabación. Sin restricciones".
En la pista Horse Latitudes, Botnick tomó el ruido blanco de una grabadora y varió la velocidad al enrollarla a mano (lo que resultó en un sonido similar al viento) mientras los cuatro miembros de la banda tocaban una variedad de instrumentos de maneras inusuales. Luego se empleó más velocidad para crear diferentes timbres y efectos. La banda también exploró las técnicas de música concreta en el álbum. El músico de sesión Douglass Lubahn ocasionalmente tocaba el bajo eléctrico durante la grabación del álbum.

## Strange Days (50th Anniversary Expanded Edition)
En 2017, por la conmemoración de los 50 años del lanzamiento del álbum, se anunció una reedición de este, que fue lanzado el 17 de noviembre del mismo año. Es una edición de lujo, de 2 discos, e incluye el material remasterizado en stereo y en mono.

## Lista de canciones
Todas las canciones compuestas por The Doors.
| Lado A |                           |               |          |  |
| N.º    | Título                    | Escritor      | Duración |  |
| 1.     | «Strange Days»            | Jim Morrison  | 3:06     |  |
| 2.     | «You're Lost Little Girl» | Robby Krieger | 3:00     |  |
| 3.     | «Love Me Two Times»       | Robby Krieger | 3:15     |  |
| 4.     | «Unhappy Girl»            | Jim Morrison  | 1:57     |  |
| 5.     | «Horse Latitudes»         | Jim Morrison  | 1:30     |  |
| 6.     | «Moonlight Drive»         | Jim Morrison  | 3:01     |  |

| Lado B |                                    |                            |          |  |
| N.º    | Título                             | Escritor                   | Duración |  |
| 1.     | «People Are Strange»               | Jim Morrison/Robby Krieger | 2:10     |  |
| 2.     | «My Eyes Have Seen You»            | Jim Morrison               | 2:27     |  |
| 3.     | «I Can't See Your Face In My Mind» | Jim Morrison               | 3:23     |  |
| 4.     | «When the Music's Over»            | Jim Morrison               | 10:59    |  |

### Reediciones
| 40th Aniversario Edición CD Bonus Tracks |                                                       |          |  |
| N.º                                      | Título                                                | Duración |  |
| 11.                                      | «People Are Strange» (False starts & studio dialogue) | 1:42     |  |
| 12.                                      | «Love Me Two Times» (Take 3)                          | 3:35     |  |

| 50th Aniversario Edición Segundo CD: Original Mono Album Mix |                                    |          |  |
| N.º                                                          | Título                             | Duración |  |
| 1.                                                           | «Strange Days»                     | 3:08     |  |
| 2.                                                           | «You're Lost Little Girl»          | 3:02     |  |
| 3.                                                           | «Love Me Two Times»                | 3:17     |  |
| 4.                                                           | «Unhappy Girl»                     | 2:00     |  |
| 5.                                                           | «Horse Latitudes»                  | 1:35     |  |
| 6.                                                           | «Moonlight Drive»                  | 3:03     |  |
| 7.                                                           | «People Are Strange»               | 2:13     |  |
| 8.                                                           | «My Eyes Have Seen You»            | 2:27     |  |
| 9.                                                           | «I Can't See Your Face in My Mind» | 3:26     |  |
| 10.                                                          | «When the Music's Over»            | 11:00    |  |

## Integrantes y personal
- Jim Morrison - Voz, sintetizador moog en "Strange Days".
- Robby Krieger - Guitarras
- Ray Manzarek - Fender Rhodes Bass, piano, marimba, órgano,  clavicordio en "Love Me Two Times".
- John Densmore - Batería
- Douglas Lubahn - Bajo (ocasional)

- Paul A. Rothchild - Producción
- Bruce Botnick - Ingeniería de sonido y masterizado.
- Jac Holzman - Supervisor de producción
- Joel Brodsky - Fotografía
- William S. Harvey - Dirección de arte y concepto de fotografía.

## Posicionamiento
| Listas (1967) | Posición |
| ------------- | -------- |
| Billboard 200 | 3        |